# Liberta
Liberta – miasto w Antigui i Barbudzie (Saint Paul), na wyspie Antigua; 3408 mieszkańców (2013). Czwarte co do wielkości miasto kraju.